# Nogometni Klub Rudeš Zagreb
Il Nogometni klub Rudeš, meglio noto come Rudeš, è una società calcistica croata con sede nella città di Zagabria, più precisamente a Rudeš, un quartiere nel distretto di Trešnjevka.
Nella stagione 2019-2020 milita nella seconda divisione croata ma dopo 4 stagioni è riuscito a tornare nell'Hrvatska nogometna liga, la massima serie del calcio croato

## Storia
Il NK Rudeš viene fondato a Zagabria nel 1957. Il primo presidente è D. Šantek e gli altri fondatori sono Z. Ivanko, J. Ciglenečki, V. Bartolec, D. Brekaza, D. Vlahek, B. Molnar, S. Sedlar, B. Špiljar, V. Krčelić, L. Belovari, I. Požeg, S. Kovačić, I. Vorih, M. Kolman, I. Krleža e M. Siročić.

I migliori risultati: il primo posto nella 1ª lega di Zagabria (2003) ed il piazzamento nella 3. HNL e nella zona di Zagabria (1963) e vincendo la coppa della sottofederazione di Zagabria.

I giocatori di maggior successo: I. (Hajba) Šantek, J. (Žaja) Šantek, I. Šantek, J. (Jaja) Šantek, Z. Mesiček, M. Cesar, M. Vujanić, I. Krleža, B. Fistrić, V. Frančić, F. Pužin, I. Knežević, Mamić, Hruška.

I dirigenti degni di menzione: J. Ciglenečki, Z. Ivanko, V. Gržanić, D. Pipić, Lj. Hunjak, I. Tomšić, B. Momčilović, S. Kovačić, R. Šantek, R. Požeg, I. Tenšek, V. Vranesić, M. Vešligaj, I. Čerkez.
Durante gli anni della Jugoslavia socialista milita sempre nei campionati minori della zona di Zagabria, ed anche nei primi 20 anni della Croazia indipendente non va oltre la terza divisione. Nel 2009 raggiunge la seconda divisione e vi rimane stabile ai piani alti fino al 2017 quando, vincendo il campionato cadetto, ottiene la promozione in Prva liga.
Nella massima divisione rimane per due stagioni; da allora è in Druga liga.
Nel maggio 2017, il Rudeš stipula un contratto decennale con gli spagnoli del Alavés, divenendone una squadra satellite. Comunque l'accordo è stato disdetto dopo un anno.

## Strutture

### Stadio
Il club disputa le partite interne allo Športski centar Rudeš, un centro sportivo sito in Rudeška cesta 25, a Zagabria. Il centro calcistico è composto da 3 campi da calcio in erba artificiale le cui dimensioni sono: 100x66m, 40x20m e 24x12m.
Lo ŠC Rudeš non soddisfa i requisiti per essere utilizzato nella massima serie croata, quindi nelle due stagioni in cui hanno militato in Prva liga, i biancoazzurri hanno dovuto disputare le partite casalinghe allo Stadio Kranjčevićeva.

## Allenatori e presidenti
| Allenatori - 2009 Stipe Brnas - 2011 Mate Prskalo - 2011-2012 Ivan Knezević - 2012 Srećko Lušić - 2013-2014 Ivan Knezević - 2014-2015 Željko Sopić - 2015 Ivan Knezević - 2015-2016 Stipe Brnas - 2016-2017 Igor Bišćan - 2017 Iñaki Alonso - 2017-2018 Dinko Jeličić - 2018 José Manuel Aira | Presidenti - 2015-oggi ? |

## Palmarès

### Competizioni nazionali
- Druga hrvatska nogometna liga: 2

2016-2017, 2022-2023

### Altri piazzamenti
- Druga hrvatska nogometna liga:

Terzo posto: 2012-2013

## Organico

### Rosa 2023-2024
Aggiornata al 19 gennaio 2024.
| N. |                       | Ruolo | Calciatore               |
| -- | --------------------- | ----- | ------------------------ |
| 1  | Croazia (bandiera)    | P     | Karlo Kralj              |
| 2  | Croazia (bandiera)    | D     | Dominik Mihaljević       |
| 4  | Croazia (bandiera)    | D     | Luka Pavković (capitano) |
| 5  | Croazia (bandiera)    | D     | Dominik Pavlek           |
| 6  | Croazia (bandiera)    | D     | Tomislav Srbljinović     |
| 7  | Croazia (bandiera)    | C     | Ivan Pešić               |
| 8  | Croazia (bandiera)    | C     | Vinko Petković           |
| 10 | Montenegro (bandiera) | C     | Aleksa Latković          |
| 11 | Croazia (bandiera)    | D     | Ivan Tomečak             |
| 13 | Croazia (bandiera)    | C     | Vanja Vukmanović         |
| 18 | Francia (bandiera)    | D     | Aboubacar Camara         |
| 20 | Croazia (bandiera)    | D     | Vilim Kruslin            |
| 21 | Croazia (bandiera)    | C     | Jakov Bašić              |
| 22 | Croazia (bandiera)    | A     | Krešimir Kovačević       |

| N. |                                 | Ruolo | Calciatore      |
| -- | ------------------------------- | ----- | --------------- |
| 23 | Bosnia ed Erzegovina (bandiera) | C     | Riad Mašala     |
| 24 | Croazia (bandiera)              | C     | Dominik Rešetar |
| 27 | Croazia (bandiera)              | C     | Luka Pasariček  |
| 29 | Bosnia ed Erzegovina (bandiera) | D     | Edin Šehić      |
| 30 | Ghana (bandiera)                | A     | Brian Oddei     |
| 33 | Croazia (bandiera)              | P     | Ivan Perić      |
| 34 | Croazia (bandiera)              | C     | Karlo Špeljak   |
| 42 | Croazia (bandiera)              | C     | Ivica Vidović   |
| 44 | Croazia (bandiera)              | P     | Matej Marković  |
|    | Croazia (bandiera)              | A     | Jan Doležal     |
|    | Albania (bandiera)              | C     | Eros Grezda     |
|    | Croazia (bandiera)              | P     | Mario Marić     |
|    | Croazia (bandiera)              | D     | Grgo Huljić     |

### Staff tecnico
- Allenatore:  Davor Mladina
- Vice-Allenatore:  Gordan Ciprić